# Болгария на зимних Олимпийских играх 1936
Болгария принимала участие в Зимних Олимпийских играх 1936 года в Гармиш-Партенкирхене (Германия) в первый раз за свою историю. В соревнованиях принимали участие семь спортсменов в двух видах спорта, но не завоевали ни одной медали. 

## Горнолыжный спорт
Men
| Соревнование           | Спортсмены        | Скоростной спуск | Скоростной спуск | Слалом  | Слалом  | Слалом | Всего | Всего |
| Соревнование           | Спортсмены        | Время            | Место            | Время 1 | Время 2 | Место  | Очки  | Место |
| ---------------------- | ----------------- | ---------------- | ---------------- | ------- | ------- | ------ | ----- | ----- |
| Горнолыжная комбинация | Боян Димитров     | DSQ              | –                | –       | –       | –      | DNF   | –     |
| Горнолыжная комбинация | Асен Цанков       | 10:53.2          | 53               | 2:13.5  | DSQ     | –      | DNF   | –     |
| Горнолыжная комбинация | Борислав Йорданов | 6:06.4           | 30               | 2:06.1  | DSQ     | –      | DNF   | –     |

## Лыжные гонки
Лыжные гонки 18км
| Соревнование | Спортсмены     | Итоги   | Итоги |
| Соревнование | Спортсмены     | Время   | Место |
| ------------ | -------------- | ------- | ----- |
| 18 км        | Рачо Жеков     | 1'43:11 | 70    |
| 18 км        | Димитр Костов  | 1'42:22 | 68    |
| 18 км        | Иван Ангелаков | 1'41:44 | 66    |
| 18 км        | Христо Кочов   | 1'32:30 | 53    |

Эстафета 4 x 10 км
| Спортсмены                                           | Итоги   | Итоги |
| Спортсмены                                           | Время   | Место |
| ---------------------------------------------------- | ------- | ----- |
| Христо Кочов Иван Ангелаков Димитр Костов Рачо Жеков | 3'29:39 | 15    |